# Volta a Dinamarca 2022
La Volta a Dinamarca 2022, 31a edició de la Volta a Dinamarca, es disputà entre el 16 i el 20 d'agost de 2022 sobre un recorregut de 767,3 km repartits entre cinc etapes. La cursa formava part del calendari de l'UCI ProSeries 2022, amb una categoria 2.Pro.
El vencedor final fou el francès Christophe Laporte (Team Jumbo-Visma), que s'imposà per tan sols quatre segons sobre el segon classificat, l'estatunidenc Magnus Sheffield (Ineos Grenadiers). Completà el podi el danès Mattias Skjelmose Jensen (Trek-Segafredo).

## Equips
L'organització convidà a prendre part en la cursa a set equips WorldTeams, set ProTeams, sis equips continentals i un equip nacional:
| WorldTeams (7)- EF Education-EasyPost - Ineos Grenadiers - Israel-Premier Tech - Jumbo-Visma - Quick-Step Alpha Vinyl - Team DSM - Trek-Segafredo ProTeams (7)- Alpecin-Deceuninck - Bardiani-CSF-Faizanè - Bingoal Pauwels Sauces WB - Human Powered Health - Team Novo Nordisk - Sport Vlaanderen-Baloise - Uno-X Pro Cycling Team Equips continentals (6)- BHS-PL Beton Bornholm - HRE Mazowsze Serce Polski - Restaurant Suri-Carl Ras - Riwal - ColoQuick - Coop Equip nacional- Dinamarca |
| |

## Etapes
| Etapa    | Data      | Ciutats d'etapa   | type                      | Distància (km) | Desnivell (m) | Vencedor de l'etapa | Líder de la general |
| -------- | --------- | ----------------- | ------------------------- | -------------- | ------------- | ------------------- | ------------------- |
| 1a etapa | 16 de ago | Lillerød – Køge   | etapa plana               | 222,6          | 1.231 m       | Olav Kooij          | Olav Kooij          |
| 2a etapa | 17 de ago | Assens – Assens   | contrarellotge individual | 12,2           | 81 m          | Magnus Sheffield    | Magnus Sheffield    |
| 3a etapa | 18 de ago | Otterup – Herning | etapa plana               | 239,3          | 1.429 m       | Olav Kooij          | Magnus Sheffield    |
| 4a etapa | 19 de ago | Skive – Skive     | etapa plana               | 167,3          | 1.111 m       | Jasper Philipsen    | Magnus Sheffield    |
| 5a etapa | 20 de ago | Give – Vejle      | etapa accidentada         | 125,9          | 1.684 m       | Christophe Laporte  | Christophe Laporte  |

### Etapa 1
| \| Classificació de l'etapa \| Classificació de l'etapa \| Classificació de l'etapa \| Classificació de l'etapa \| Classificació de l'etapa \| \| Corredor \| Corredor \| Equip \| Temps \| \| \| ------------------------ \| ------------------------ \| ------------------------- \| ------------------------ \| ------------------------ \| \| 1r \| Olav Kooij \| Jumbo-Visma \| 4h 59' 20" \| \| \| 2n \| Jasper Philipsen \| Alpecin-Deceuninck \| + 0" \| \| \| 3r \| Timothy Dupont \| Bingoal Pauwels Sauces WB \| + 0" \| \| \| 4t \| Magnus Cort Nielsen \| EF Education-EasyPost \| + 0" \| \| \| 5è \| Arvid de Kleijn \| Human Powered Health \| + 0" \| \| \| 6è \| Jasper Stuyven \| Trek-Segafredo \| + 0" \| \| \| 7è \| Andrea Peron \| Team Novo Nordisk \| + 0" \| \| \| 8è \| Ethan Vernon \| Quick-Step Alpha Vinyl \| + 0" \| \| \| 9è \| Luca Colnaghi \| Bardiani CSF Faizanè \| + 0" \| \| \| 10è \| Jenno Berckmoes \| Sport Vlaanderen-Baloise \| + 0" \| \| |                     |                           |            |
| |                     |                           |            |
| Font: ProCyclingStats |                     |                           |            |
| Classificació de l'etapa |                     |                           |            |
| Corredor | Corredor            | Equip                     | Temps      |
| 1r | Olav Kooij          | Jumbo-Visma               | 4h 59' 20" |
| 2n | Jasper Philipsen    | Alpecin-Deceuninck        | + 0"       |
| 3r | Timothy Dupont      | Bingoal Pauwels Sauces WB | + 0"       |
| 4t | Magnus Cort Nielsen | EF Education-EasyPost     | + 0"       |
| 5è | Arvid de Kleijn     | Human Powered Health      | + 0"       |
| 6è | Jasper Stuyven      | Trek-Segafredo            | + 0"       |
| 7è | Andrea Peron        | Team Novo Nordisk         | + 0"       |
| 8è | Ethan Vernon        | Quick-Step Alpha Vinyl    | + 0"       |
| 9è | Luca Colnaghi       | Bardiani CSF Faizanè      | + 0"       |
| 10è | Jenno Berckmoes     | Sport Vlaanderen-Baloise  | + 0"       |

| \| Classificació general \| Classificació general \| Classificació general \| Classificació general \| Classificació general \| \| Corredor \| Corredor \| Equip \| Temps \| \| \| --------------------- \| --------------------- \| ------------------------- \| --------------------- \| --------------------- \| \| 1r \| Olav Kooij \| Jumbo-Visma \| 4h 59' 10" \| \| \| 2n \| Jasper Philipsen \| Alpecin-Deceuninck \| + 4" \| \| \| 3r \| Sebastian Nielsen \| Restaurant Suri-Carl Ras \| + 4" \| \| \| 4t \| Timothy Dupont \| Bingoal Pauwels Sauces WB \| + 6" \| \| \| 5è \| Eirik Lunder \| Team Coop \| + 6" \| \| \| 6è \| Adrian Banaszek \| HRE Mazowsze Serce Polski \| + 7" \| \| \| 7è \| Rasmus Bøgh Wallin \| Restaurant Suri-Carl Ras \| + 9" \| \| \| 8è \| Magnus Cort Nielsen \| EF Education-EasyPost \| + 10" \| \| \| 9è \| Arvid de Kleijn \| Human Powered Health \| + 10" \| \| \| 10è \| Jasper Stuyven \| Trek-Segafredo \| + 10" \| \| |                     |                           |            |
| |                     |                           |            |
| Font: ProCyclingStats |                     |                           |            |
| Classificació general |                     |                           |            |
| Corredor | Corredor            | Equip                     | Temps      |
| 1r | Olav Kooij          | Jumbo-Visma               | 4h 59' 10" |
| 2n | Jasper Philipsen    | Alpecin-Deceuninck        | + 4"       |
| 3r | Sebastian Nielsen   | Restaurant Suri-Carl Ras  | + 4"       |
| 4t | Timothy Dupont      | Bingoal Pauwels Sauces WB | + 6"       |
| 5è | Eirik Lunder        | Team Coop                 | + 6"       |
| 6è | Adrian Banaszek     | HRE Mazowsze Serce Polski | + 7"       |
| 7è | Rasmus Bøgh Wallin  | Restaurant Suri-Carl Ras  | + 9"       |
| 8è | Magnus Cort Nielsen | EF Education-EasyPost     | + 10"      |
| 9è | Arvid de Kleijn     | Human Powered Health      | + 10"      |
| 10è | Jasper Stuyven      | Trek-Segafredo            | + 10"      |

### Etapa 2
| \| Classificació de l'etapa \| Classificació de l'etapa \| Classificació de l'etapa \| Classificació de l'etapa \| Classificació de l'etapa \| \| Corredor \| Corredor \| Equip \| Temps \| \| \| ------------------------ \| ------------------------ \| ------------------------ \| ------------------------ \| ------------------------ \| \| 1r \| Magnus Sheffield \| Ineos Grenadiers \| 13' 35" \| \| \| 2n \| Mattias Skjelmose \| Trek-Segafredo \| + 3" \| \| \| 3r \| Christophe Laporte \| Jumbo-Visma \| + 6" \| \| \| 4t \| Geraint Thomas \| Ineos Grenadiers \| + 15" \| \| \| 5è \| Søren Kragh Andersen \| Team DSM \| + 15" \| \| \| 6è \| Magnus Cort Nielsen \| EF Education-EasyPost \| + 20" \| \| \| 7è \| Johan Price-Pejtersen \| Bahrain Victorious \| + 22" \| \| \| 8è \| Josef Černý \| Quick-Step Alpha Vinyl \| + 24" \| \| \| 9è \| Jasper Stuyven \| Trek-Segafredo \| + 24" \| \| \| 10è \| Lasse Norman Hansen \| Uno-X Pro Cycling Team \| + 25" \| \| |                       |                        |         |
| |                       |                        |         |
| Font: ProCyclingStats |                       |                        |         |
| Classificació de l'etapa |                       |                        |         |
| Corredor | Corredor              | Equip                  | Temps   |
| 1r | Magnus Sheffield      | Ineos Grenadiers       | 13' 35" |
| 2n | Mattias Skjelmose     | Trek-Segafredo         | + 3"    |
| 3r | Christophe Laporte    | Jumbo-Visma            | + 6"    |
| 4t | Geraint Thomas        | Ineos Grenadiers       | + 15"   |
| 5è | Søren Kragh Andersen  | Team DSM               | + 15"   |
| 6è | Magnus Cort Nielsen   | EF Education-EasyPost  | + 20"   |
| 7è | Johan Price-Pejtersen | Bahrain Victorious     | + 22"   |
| 8è | Josef Černý           | Quick-Step Alpha Vinyl | + 24"   |
| 9è | Jasper Stuyven        | Trek-Segafredo         | + 24"   |
| 10è | Lasse Norman Hansen   | Uno-X Pro Cycling Team | + 25"   |

| \| Classificació general \| Classificació general \| Classificació general \| Classificació general \| Classificació general \| \| Corredor \| Corredor \| Equip \| Temps \| \| \| --------------------- \| --------------------- \| ---------------------- \| --------------------- \| --------------------- \| \| 1r \| Magnus Sheffield \| Ineos Grenadiers \| 5h 12' 55" \| \| \| 2n \| Mattias Skjelmose \| Trek-Segafredo \| + 3" \| \| \| 3r \| Christophe Laporte \| Jumbo-Visma \| + 6" \| \| \| 4t \| Geraint Thomas \| Ineos Grenadiers \| + 15" \| \| \| 5è \| Søren Kragh Andersen \| Team DSM \| + 15" \| \| \| 6è \| Magnus Cort Nielsen \| EF Education-EasyPost \| + 20" \| \| \| 7è \| Josef Černý \| Quick-Step Alpha Vinyl \| + 24" \| \| \| 8è \| Jasper Stuyven \| Trek-Segafredo \| + 24" \| \| \| 9è \| Lasse Norman Hansen \| Uno-X Pro Cycling Team \| + 25" \| \| \| 10è \| Casper Pedersen \| Team DSM \| + 29" \| \| |                      |                        |            |
| |                      |                        |            |
| Font: ProCyclingStats |                      |                        |            |
| Classificació general |                      |                        |            |
| Corredor | Corredor             | Equip                  | Temps      |
| 1r | Magnus Sheffield     | Ineos Grenadiers       | 5h 12' 55" |
| 2n | Mattias Skjelmose    | Trek-Segafredo         | + 3"       |
| 3r | Christophe Laporte   | Jumbo-Visma            | + 6"       |
| 4t | Geraint Thomas       | Ineos Grenadiers       | + 15"      |
| 5è | Søren Kragh Andersen | Team DSM               | + 15"      |
| 6è | Magnus Cort Nielsen  | EF Education-EasyPost  | + 20"      |
| 7è | Josef Černý          | Quick-Step Alpha Vinyl | + 24"      |
| 8è | Jasper Stuyven       | Trek-Segafredo         | + 24"      |
| 9è | Lasse Norman Hansen  | Uno-X Pro Cycling Team | + 25"      |
| 10è | Casper Pedersen      | Team DSM               | + 29"      |

### Etapa 3
| \| Classificació de l'etapa \| Classificació de l'etapa \| Classificació de l'etapa \| Classificació de l'etapa \| Classificació de l'etapa \| \| Corredor \| Corredor \| Equip \| Temps \| \| \| ------------------------ \| ------------------------ \| ------------------------- \| ------------------------ \| ------------------------ \| \| 1r \| Olav Kooij \| Jumbo-Visma \| 5h 18' 45" \| \| \| 2n \| Christophe Laporte \| Jumbo-Visma \| + 0" \| \| \| 3r \| Magnus Cort Nielsen \| EF Education-EasyPost \| + 0" \| \| \| 4t \| Jhonatan Narváez Prado \| Ineos Grenadiers \| + 0" \| \| \| 5è \| Jasper Stuyven \| Trek-Segafredo \| + 0" \| \| \| 6è \| Jasper Philipsen \| Alpecin-Deceuninck \| + 0" \| \| \| 7è \| Timothy Dupont \| Bingoal Pauwels Sauces WB \| + 0" \| \| \| 8è \| Arvid de Kleijn \| Human Powered Health \| + 0" \| \| \| 9è \| Andreas Stokbro \| Team Coop \| + 0" \| \| \| 10è \| Stanisław Aniołkowski \| Bingoal Pauwels Sauces WB \| + 0" \| \| |                        |                           |            |
| |                        |                           |            |
| Font: ProCyclingStats |                        |                           |            |
| Classificació de l'etapa |                        |                           |            |
| Corredor | Corredor               | Equip                     | Temps      |
| 1r | Olav Kooij             | Jumbo-Visma               | 5h 18' 45" |
| 2n | Christophe Laporte     | Jumbo-Visma               | + 0"       |
| 3r | Magnus Cort Nielsen    | EF Education-EasyPost     | + 0"       |
| 4t | Jhonatan Narváez Prado | Ineos Grenadiers          | + 0"       |
| 5è | Jasper Stuyven         | Trek-Segafredo            | + 0"       |
| 6è | Jasper Philipsen       | Alpecin-Deceuninck        | + 0"       |
| 7è | Timothy Dupont         | Bingoal Pauwels Sauces WB | + 0"       |
| 8è | Arvid de Kleijn        | Human Powered Health      | + 0"       |
| 9è | Andreas Stokbro        | Team Coop                 | + 0"       |
| 10è | Stanisław Aniołkowski  | Bingoal Pauwels Sauces WB | + 0"       |

| \| Classificació general \| Classificació general \| Classificació general \| Classificació general \| Classificació general \| \| Corredor \| Corredor \| Equip \| Temps \| \| \| --------------------- \| --------------------- \| ---------------------- \| --------------------- \| --------------------- \| \| 1r \| Magnus Sheffield \| Ineos Grenadiers \| 10h 31' 40" \| \| \| 2n \| Christophe Laporte \| Jumbo-Visma \| + 0" \| \| \| 3r \| Mattias Skjelmose \| Trek-Segafredo \| + 3" \| \| \| 4t \| Geraint Thomas \| Ineos Grenadiers \| + 15" \| \| \| 5è \| Søren Kragh Andersen \| Team DSM \| + 15" \| \| \| 6è \| Magnus Cort Nielsen \| EF Education-EasyPost \| + 16" \| \| \| 7è \| Josef Černý \| Quick-Step Alpha Vinyl \| + 24" \| \| \| 8è \| Jasper Stuyven \| Trek-Segafredo \| + 24" \| \| \| 9è \| Lasse Norman Hansen \| Uno-X Pro Cycling Team \| + 25" \| \| \| 10è \| Casper Pedersen \| Team DSM \| + 29" \| \| |                      |                        |             |
| |                      |                        |             |
| Font: ProCyclingStats |                      |                        |             |
| Classificació general |                      |                        |             |
| Corredor | Corredor             | Equip                  | Temps       |
| 1r | Magnus Sheffield     | Ineos Grenadiers       | 10h 31' 40" |
| 2n | Christophe Laporte   | Jumbo-Visma            | + 0"        |
| 3r | Mattias Skjelmose    | Trek-Segafredo         | + 3"        |
| 4t | Geraint Thomas       | Ineos Grenadiers       | + 15"       |
| 5è | Søren Kragh Andersen | Team DSM               | + 15"       |
| 6è | Magnus Cort Nielsen  | EF Education-EasyPost  | + 16"       |
| 7è | Josef Černý          | Quick-Step Alpha Vinyl | + 24"       |
| 8è | Jasper Stuyven       | Trek-Segafredo         | + 24"       |
| 9è | Lasse Norman Hansen  | Uno-X Pro Cycling Team | + 25"       |
| 10è | Casper Pedersen      | Team DSM               | + 29"       |

### Etapa 4
| \| Classificació de l'etapa \| Classificació de l'etapa \| Classificació de l'etapa \| Classificació de l'etapa \| Classificació de l'etapa \| \| Corredor \| Corredor \| Equip \| Temps \| \| \| ------------------------ \| ------------------------ \| ------------------------- \| ------------------------ \| ------------------------ \| \| 1r \| Jasper Philipsen \| Alpecin-Deceuninck \| 3h 35' 54" \| \| \| 2n \| Sasha Weemaes \| Sport Vlaanderen-Baloise \| + 0" \| \| \| 3r \| Ethan Vernon \| Quick-Step Alpha Vinyl \| + 0" \| \| \| 4t \| Jasper Stuyven \| Trek-Segafredo \| + 0" \| \| \| 5è \| Nicklas Pedersen \| Dinamarca \| + 0" \| \| \| 6è \| Taj Jones \| Israel-Premier Tech \| + 0" \| \| \| 7è \| Erlend Blikra \| Uno-X Pro Cycling Team \| + 0" \| \| \| 8è \| Vito Braet \| Sport Vlaanderen-Baloise \| + 0" \| \| \| 9è \| Stanisław Aniołkowski \| Bingoal Pauwels Sauces WB \| + 0" \| \| \| 10è \| Christophe Laporte \| Jumbo-Visma \| + 0" \| \| |                       |                           |            |
| |                       |                           |            |
| Font: ProCyclingStats |                       |                           |            |
| Classificació de l'etapa |                       |                           |            |
| Corredor | Corredor              | Equip                     | Temps      |
| 1r | Jasper Philipsen      | Alpecin-Deceuninck        | 3h 35' 54" |
| 2n | Sasha Weemaes         | Sport Vlaanderen-Baloise  | + 0"       |
| 3r | Ethan Vernon          | Quick-Step Alpha Vinyl    | + 0"       |
| 4t | Jasper Stuyven        | Trek-Segafredo            | + 0"       |
| 5è | Nicklas Pedersen      | Dinamarca                 | + 0"       |
| 6è | Taj Jones             | Israel-Premier Tech       | + 0"       |
| 7è | Erlend Blikra         | Uno-X Pro Cycling Team    | + 0"       |
| 8è | Vito Braet            | Sport Vlaanderen-Baloise  | + 0"       |
| 9è | Stanisław Aniołkowski | Bingoal Pauwels Sauces WB | + 0"       |
| 10è | Christophe Laporte    | Jumbo-Visma               | + 0"       |

| \| Classificació general \| Classificació general \| Classificació general \| Classificació general \| Classificació general \| \| Corredor \| Corredor \| Equip \| Temps \| \| \| --------------------- \| --------------------- \| ---------------------- \| --------------------- \| --------------------- \| \| 1r \| Magnus Sheffield \| Ineos Grenadiers \| 14h 07' 34" \| \| \| 2n \| Christophe Laporte \| Jumbo-Visma \| + 0" \| \| \| 3r \| Mattias Skjelmose \| Trek-Segafredo \| + 3" \| \| \| 4t \| Geraint Thomas \| Ineos Grenadiers \| + 15" \| \| \| 5è \| Søren Kragh Andersen \| Team DSM \| + 15" \| \| \| 6è \| Magnus Cort Nielsen \| EF Education-EasyPost \| + 16" \| \| \| 7è \| Jasper Philipsen \| Alpecin-Deceuninck \| + 21" \| \| \| 8è \| Josef Černý \| Quick-Step Alpha Vinyl \| + 24" \| \| \| 9è \| Jasper Stuyven \| Trek-Segafredo \| + 24" \| \| \| 10è \| Lasse Norman Hansen \| Uno-X Pro Cycling Team \| + 25" \| \| |                      |                        |             |
| |                      |                        |             |
| Font: ProCyclingStats |                      |                        |             |
| Classificació general |                      |                        |             |
| Corredor | Corredor             | Equip                  | Temps       |
| 1r | Magnus Sheffield     | Ineos Grenadiers       | 14h 07' 34" |
| 2n | Christophe Laporte   | Jumbo-Visma            | + 0"        |
| 3r | Mattias Skjelmose    | Trek-Segafredo         | + 3"        |
| 4t | Geraint Thomas       | Ineos Grenadiers       | + 15"       |
| 5è | Søren Kragh Andersen | Team DSM               | + 15"       |
| 6è | Magnus Cort Nielsen  | EF Education-EasyPost  | + 16"       |
| 7è | Jasper Philipsen     | Alpecin-Deceuninck     | + 21"       |
| 8è | Josef Černý          | Quick-Step Alpha Vinyl | + 24"       |
| 9è | Jasper Stuyven       | Trek-Segafredo         | + 24"       |
| 10è | Lasse Norman Hansen  | Uno-X Pro Cycling Team | + 25"       |

### Etapa 5
| \| Classificació de l'etapa \| Classificació de l'etapa \| Classificació de l'etapa \| Classificació de l'etapa \| Classificació de l'etapa \| \| Corredor \| Corredor \| Equip \| Temps \| \| \| ------------------------ \| ------------------------ \| ------------------------ \| ------------------------ \| ------------------------ \| \| 1r \| Christophe Laporte \| Jumbo-Visma \| 2h 53' 56" \| \| \| 2n \| Magnus Sheffield \| Ineos Grenadiers \| + 0" \| \| \| 3r \| Mattias Skjelmose \| Trek-Segafredo \| + 0" \| \| \| 4t \| Jhonatan Narváez Prado \| Ineos Grenadiers \| + 0" \| \| \| 5è \| Mauro Schmid \| Quick-Step Alpha Vinyl \| + 0" \| \| \| 6è \| Søren Kragh Andersen \| Team DSM \| + 0" \| \| \| 7è \| Mick van Dijke \| Jumbo-Visma \| + 4" \| \| \| 8è \| Magnus Cort Nielsen \| EF Education-EasyPost \| + 4" \| \| \| 9è \| Anthon Charmig \| Uno-X Pro Cycling Team \| + 4" \| \| \| 10è \| Alexander Kamp \| Trek-Segafredo \| + 4" \| \| |                        |                        |            |
| |                        |                        |            |
| Font: ProCyclingStats |                        |                        |            |
| Classificació de l'etapa |                        |                        |            |
| Corredor | Corredor               | Equip                  | Temps      |
| 1r | Christophe Laporte     | Jumbo-Visma            | 2h 53' 56" |
| 2n | Magnus Sheffield       | Ineos Grenadiers       | + 0"       |
| 3r | Mattias Skjelmose      | Trek-Segafredo         | + 0"       |
| 4t | Jhonatan Narváez Prado | Ineos Grenadiers       | + 0"       |
| 5è | Mauro Schmid           | Quick-Step Alpha Vinyl | + 0"       |
| 6è | Søren Kragh Andersen   | Team DSM               | + 0"       |
| 7è | Mick van Dijke         | Jumbo-Visma            | + 4"       |
| 8è | Magnus Cort Nielsen    | EF Education-EasyPost  | + 4"       |
| 9è | Anthon Charmig         | Uno-X Pro Cycling Team | + 4"       |
| 10è | Alexander Kamp         | Trek-Segafredo         | + 4"       |

## Classificació final
| \| Classificació general \| Classificació general \| Classificació general \| Classificació general \| Classificació general \| \| Corredor \| Corredor \| Equip \| Temps \| \| \| --------------------- \| --------------------- \| ---------------------- \| --------------------- \| --------------------- \| \| 1r \| Christophe Laporte \| Jumbo-Visma \| 17h 01' 20" \| \| \| 2n \| Magnus Sheffield \| Ineos Grenadiers \| + 4" \| \| \| 3r \| Mattias Skjelmose \| Trek-Segafredo \| + 9" \| \| \| 4t \| Søren Kragh Andersen \| Team DSM \| + 25" \| \| \| 5è \| Magnus Cort Nielsen \| EF Education-EasyPost \| + 30" \| \| \| 6è \| Mauro Schmid \| Quick-Step Alpha Vinyl \| + 42" \| \| \| 7è \| Mick van Dijke \| Jumbo-Visma \| + 44" \| \| \| 8è \| Stefano Oldani \| Alpecin-Deceuninck \| + 48" \| \| \| 9è \| Jasper Stuyven \| Trek-Segafredo \| + 52" \| \| \| 10è \| Anthon Charmig \| Uno-X Pro Cycling Team \| + 56" \| \| |                      |                        |             |
| |                      |                        |             |
| Font: ProCyclingStats |                      |                        |             |
| Classificació general |                      |                        |             |
| Corredor | Corredor             | Equip                  | Temps       |
| 1r | Christophe Laporte   | Jumbo-Visma            | 17h 01' 20" |
| 2n | Magnus Sheffield     | Ineos Grenadiers       | + 4"        |
| 3r | Mattias Skjelmose    | Trek-Segafredo         | + 9"        |
| 4t | Søren Kragh Andersen | Team DSM               | + 25"       |
| 5è | Magnus Cort Nielsen  | EF Education-EasyPost  | + 30"       |
| 6è | Mauro Schmid         | Quick-Step Alpha Vinyl | + 42"       |
| 7è | Mick van Dijke       | Jumbo-Visma            | + 44"       |
| 8è | Stefano Oldani       | Alpecin-Deceuninck     | + 48"       |
| 9è | Jasper Stuyven       | Trek-Segafredo         | + 52"       |
| 10è | Anthon Charmig       | Uno-X Pro Cycling Team | + 56"       |

## Classificacions secundàries

### Classificació per punts
| Classificació per punts | Classificació per punts | Classificació per punts | Classificació per punts | Classificació per punts |
| Corredor                | Corredor                | Equip                   | Punts                   |                         |
| ----------------------- | ----------------------- | ----------------------- | ----------------------- | ----------------------- |
| 1r                      | Christophe Laporte      | Jumbo-Visma             | 40 pts                  |                         |
| 2n                      | Olav Kooij              | Jumbo-Visma             | 36 pts                  |                         |
| 3r                      | Jasper Philipsen        | Alpecin-Deceuninck      | 34 pts                  |                         |
| 4t                      | Magnus Cort Nielsen     | EF Education-EasyPost   | 31 pts                  |                         |
| 5è                      | Magnus Sheffield        | Ineos Grenadiers        | 30 pts                  |                         |
| 6è                      | Jasper Stuyven          | Trek-Segafredo          | 28 pts                  |                         |
| 7è                      | Mattias Skjelmose       | Trek-Segafredo          | 22 pts                  |                         |
| 8è                      | Jhonatan Narváez Prado  | Ineos Grenadiers        | 20 pts                  |                         |
| 9è                      | Søren Kragh Andersen    | Team DSM                | 16 pts                  |                         |
| 10è                     | Ethan Vernon            | Quick-Step Alpha Vinyl  | 15 pts                  |                         |

### Classificació de la muntanya
| Classificació de la muntanya | Classificació de la muntanya | Classificació de la muntanya | Classificació de la muntanya | Classificació de la muntanya |
| Corredor                     | Corredor                     | Equip                        | Punts                        |                              |
| ---------------------------- | ---------------------------- | ---------------------------- | ---------------------------- | ---------------------------- |
| 1r                           | Rasmus Bøgh Wallin           | Restaurant Suri-Carl Ras     | 64 pts                       |                              |
| 2n                           | Anders Foldager              | Dinamarca                    | 36 pts                       |                              |
| 3r                           | Nickolas Zukowsky            | Human Powered Health         | 24 pts                       |                              |
| 4t                           | Mathias Bregnhøj             | Riwal Cycling Team           | 16 pts                       |                              |
| 5è                           | Magnus Henneberg             | Dinamarca                    | 16 pts                       |                              |
| 6è                           | Frederik Irgens Jensen       | BHS-PL Beton Bornholm        | 12 pts                       |                              |
| 7è                           | Gilles De Wilde              | Sport Vlaanderen-Baloise     | 12 pts                       |                              |
| 8è                           | Nicklas Pedersen             | Dinamarca                    | 12 pts                       |                              |
| 9è                           | Jeppe Aaskov Pallesen        | ColoQuick                    | 8 pts                        |                              |
| 10è                          | Tim Declercq                 | Quick-Step Alpha Vinyl       | 8 pts                        |                              |

### Classificació dels joves
| Classificació del millor jove | Classificació del millor jove | Classificació del millor jove | Classificació del millor jove | Classificació del millor jove |
| Corredor                      | Corredor                      | Equip                         | Temps                         |                               |
| ----------------------------- | ----------------------------- | ----------------------------- | ----------------------------- | ----------------------------- |
| 1r                            | Magnus Sheffield              | Ineos Grenadiers              | 17h 01' 24"                   |                               |
| 2n                            | Mattias Skjelmose             | Trek-Segafredo                | + 5"                          |                               |
| 3r                            | Mick van Dijke                | Jumbo-Visma                   | + 40"                         |                               |
| 4t                            | Jenno Berckmoes               | Sport Vlaanderen-Baloise      | + 1' 14"                      |                               |
| 5è                            | Frederik Wandahl              | Dinamarca                     | + 1' 30"                      |                               |
| 6è                            | Tobias Lund Andresen          | Team DSM                      | + 1' 43"                      |                               |
| 7è                            | Vito Braet                    | Sport Vlaanderen-Baloise      | + 1' 43"                      |                               |
| 8è                            | Corbin Strong                 | Israel-Premier Tech           | + 2' 13"                      |                               |
| 9è                            | Olav Kooij                    | Jumbo-Visma                   | + 7' 56"                      |                               |
| 10è                           | Joshua Gudnitz                | ColoQuick                     | + 10' 43"                     |                               |

### Classificació per equips
| Classificació per equips | Classificació per equips | Classificació per equips | Classificació per equips |
| Equip                    | Equip                    | Temps                    |                          |
| ------------------------ | ------------------------ | ------------------------ | ------------------------ |
| 1r                       | Trek-Segafredo           | 51h 06' 10"              |                          |
| 2n                       | Jumbo-Visma              | + 16"                    |                          |
| 3r                       | Ineos Grenadiers         | + 33"                    |                          |
| 4t                       | Quick-Step Alpha Vinyl   | + 34"                    |                          |
| 5è                       | Alpecin-Deceuninck       | + 2' 14"                 |                          |
| 6è                       | Sport Vlaanderen-Baloise | + 2' 54"                 |                          |
| 7è                       | Riwal                    | + 4' 37"                 |                          |
| 8è                       | Uno-X Pro Cycling Team   | + 4' 41"                 |                          |
| 9è                       | EF Education-EasyPost    | + 5' 12"                 |                          |
| 10è                      | BHS-PL Beton Bornholm    | + 6' 43"                 |                          |

## Evolució de les classificacions
| Etapa            | Vencedor           | Classificació general | Classificació per punts | Classificació de la muntanya | Classificació dels joves | Classificació de la combativitat | Classificació per equips |
| ---------------- | ------------------ | --------------------- | ----------------------- | ---------------------------- | ------------------------ | -------------------------------- | ------------------------ |
| 1                | Olav Kooij         | Olav Kooij            | Olav Kooij              | Rasmus Bøgh Wallin           | Olav Kooij               | Nicklas Amdi Pedersen            | Team Jumbo-Visma         |
| 2                | Magnus Sheffield   | Magnus Sheffield      | Magnus Sheffield        | Rasmus Bøgh Wallin           | Magnus Sheffield         | no entregat                      | Team Jumbo-Visma         |
| 3                | Olav Kooij         | Magnus Sheffield      | Olav Kooij              | Rasmus Bøgh Wallin           | Magnus Sheffield         | Oliver Knudsen                   | Team Jumbo-Visma         |
| 4                | Jasper Philipsen   | Magnus Sheffield      | Jasper Philipsen        | Rasmus Bøgh Wallin           | Magnus Sheffield         | Rasmus Bøgh Wallin               | Team Jumbo-Visma         |
| 5                | Christophe Laporte | Christophe Laporte    | Christophe Laporte      | Rasmus Bøgh Wallin           | Magnus Sheffield         | Mathias Bregnhøj                 | Team Jumbo-Visma         |
| Classement final | Classement final   | Christophe Laporte    | Christophe Laporte      | Rasmus Bøgh Wallin           | Magnus Sheffield         | Rasmus Bøgh Wallin               | Team Jumbo-Visma         |